# Di me e di te
Di me e di te è il sesto album in studio del gruppo musicale italiano Zero Assoluto, pubblicato il 18 marzo 2016 dalla Fonti Sonore e dalla Warner Music Italy.

## Descrizione
Anticipato a febbraio dal singolo omonimo, presentato dal duo in occasione del Festival di Sanremo 2016, l'album contiene nove brani inediti, tra cui il singolo del 2015 L'amore comune, e una reinterpretazione del brano Goldrake degli Actarus, anch'esso presentato al festival sanremese.

## Tracce
1. Di me e di te – 3:15
2. Eterni – 3:23
3. Una canzone e basta – 2:52
4. In noi – 3:29
5. Dove sei – 3:03
6. È così che va – 3:14
7. Luce – 2:56
8. L'amore comune – 3:08
9. Il ricordo che lascio – 3:46
10. Goldrake – 3:04 – originariamente interpretata dagli Actarus

## Formazione
Gruppo
- Thomas De Gaspari – voce
- Matteo Maffucci – voce, tastiera

Altri musicisti
- Danilo Pao – basso, chitarra
- Enrico Sognato – basso, chitarra

## Classifiche
| Classifica (2016) | Posizione massima |
| ----------------- | ----------------- |
| Italia            | 14                |